# Donkey Kong (personnage)
Pour les articles homonymes, voir Donkey Kong.
Donkey Kong (ドンキーコング, Donkī Kongu) est un personnage de fiction apparu en 1981 dans le jeu vidéo éponyme (arcade et jeu électronique). Créé par Shigeru Miyamoto, ce gorille est à l'origine l'ennemi de Jumpman (qui deviendra Mario par la suite), son maître dont il a enlevé la fiancée.
Donkey Kong devient ensuite, entre autres grâce aux Donkey Kong Country, un sympathique gorille costaud dans la moyenne qui, pour le prix de quelques bananes, poursuivra, à l'aide de son meilleur ami, un petit singe agile et rapide nommé Diddy Kong, un gros et cruel crocodile balourd nommé King K. Rool. Lors du jeu suivant, c'est la petite Dixie Kong qui prend la relève lorsque Donkey Kong se fait enlever. Elle terminera ensuite la mission à l'aide de son cousin le gros bébé Kiddy Kong.
Un dessin animé en 3D en son honneur permet aussi d'en apprendre plus sur les personnages (singes) secondaires qui animent le jeu : Cranky Kong, un vieux singe bougon mais néanmoins sympathique par ses nombreux conseils, Candy Kong, la petite amie de Donkey Kong, Funky Kong, le singe rebelle toujours là avec son avion ou sa planche, sans oublier Lanky, Tiny, Cranky et Chunky Kong qui l'aideront le temps de Donkey Kong 64.

## Origine du nom
Shigeru Miyamoto pensait que « donkey » signifiait « têtu » en anglais, et donc que Donkey Kong se traduisait par « singe têtu » (en référence à King Kong). En réalité, « donkey » signifie « âne » et quand il montra le nom aux dirigeants de Nintendo of America, ils lui rirent au nez. Malgré cela, le nom resta.

## Donkey et Cranky
Selon Nintendo, Donkey Kong Jr. est initialement le fils de Donkey Kong. Cependant dans Donkey Kong Country, Rareware présente Cranky Kong comme le premier Donkey Kong aujourd'hui à la retraite.
Dans ce même jeu ainsi que dans Super Smash Bros. Brawl, il est établi que le Donkey Kong "actuel" est le petit-fils du DK original, Cranky Kong. Il s’agit donc de Donkey Kong IIIe du nom.

## Apparitions dans les jeux
- Donkey Kong Country (1994 - Super Nintendo) (jouable)
- Donkey Kong Land (1995 - Game Boy) (jouable)
- Donkey Kong Country 2 (1995 - Super Nintendo)
- Donkey Kong Land 2 (1996 - Game Boy)
- Donkey Kong Country 3 (1996 - Super Nintendo)
- Mario Kart 64 (1996 - Nintendo 64) (jouable)
- Game and Watch Gallery 2 (1997 - Game Boy)
- Mario Party (1998 - Nintendo 64) (jouable)
- Super Smash Bros. (1999 - Nintendo 64) (jouable)
- Game and Watch Gallery 3 (1999 - Game Boy Color)
- Mario Golf (1999 - Nintendo 64) (jouable)
- Donkey Kong 64 (1999 - Nintendo 64) (jouable)
- Mario Party 2 (1999 - Nintendo 64) (jouable)
- Mario Tennis (2000 - Nintendo 64 & Game Boy Color) (jouable)
- Donkey Kong Country (2000 - Game Boy Color) (jouable)
- Banjo-Tooie (2000 - Nintendo 64) (caméo)
- Mario Party 3 (2000 - Nintendo 64) (jouable)
- Mario Kart: Super Circuit (2001 - Game Boy Advance) (jouable)
- Super Smash Bros. Melee (2001 - GameCube) (jouable)
- Mario Party 4 (2002 - GameCube) (jouable)
- Game and Watch Gallery 4 (2002 - Game Boy Advance)
- Diddy Kong Pilot (Annulé - Game Boy Advance) (jouable)
- Donkey Kong Country (2003 - Game Boy Advance) (jouable)
- Mario Golf Toadstool Tour (2003 - GameCube) (jouable)
- Mario Kart: Double Dash!! (2003 - GameCube) (jouable)
- Mario Party 5 (2003 - GameCube)
- Donkey Konga (2003 - GameCube) (jouable)
- Mario Golf : Advance Tour (2004 - Game Boy Advance) (jouable)
- Mario vs. Donkey Kong (2004 - Game Boy Advance)
- Donkey Kong Country 2 (2004 - Game Boy Advance)
- Donkey Konga 2 (2004 - GameCube) (jouable)
- Mario Power Tennis (2004 - GameCube) (jouable)
- Mario Party 6 (2004 - GameCube)
- Donkey Kong: Jungle Beat (2004 - GameCube) (jouable)
- DK King of Swing (2005 - Game Boy Advance) (jouable)
- Donkey Konga 3 (2005 - GameCube) (jouable)
- Mario Superstar Baseball (2005 - GameCube) (jouable)
- Mario Tennis: Power Tour (2005 - Game Boy Advance) (jouable)
- Mario Kart Arcade GP (2005 - Arcade) (jouable)
- Donkey Kong Country 3 (2005 - Game Boy Advance)
- Mario Party 7 (2005 - GameCube)
- Mario Kart DS (2005 - Nintendo DS) (jouable)
- Mario Smash Football (2005 - GameCube) (jouable)
- Mario Slam Basketball (2006 - Nintendo DS) (jouable)
- Mario vs. Donkey Kong 2 : La Marche des Mini (2006 - Nintendo DS)
- Mario Kart Arcade GP 2 (2007 - Arcade) (jouable)
- Mario Strikers Charged (2007 - Wii) (jouable)
- Mario Party 8 (2007 - Wii)
- Donkey Kong Barrel Blast (2007 - Wii) (jouable)
- DK Jungle Climber (2007 - Nintendo DS) (jouable)
- Mario Party DS (2007 - Nintendo DS) (caméo)
- Super Smash Bros. Brawl (2008 - Wii) (jouable)
- Mario Kart Wii (2008 - Wii) (jouable)
- Mario Super Sluggers (2008 - Wii) (jouable)
- Punch Out!! (2009 - Wii) (caméo)
- Mario vs. Donkey Kong : Le Retour des Mini ! (2009 - Nintendo DSi)
- Mario et Sonic aux Jeux olympiques d'hiver (2009 - Wii & Nintendo DS)
- Mario vs. Donkey Kong : Pagaille à Mini-Land ! (2010 - Nintendo DS)
- Donkey Kong Country Returns (2010 - Wii) (jouable)
- Mario Sports Mix (2010 - Wii) (jouable)
- Mario et Sonic aux Jeux olympiques de Londres 2012 (2011 - Wii & Nintendo 3DS) (jouable)
- Mario Kart 7 (2011 - Nintendo 3DS) (jouable)
- Fortune Street (2011 - Wii) (jouable)
- Mario Party 9 (2012 - Wii)
- Mario Tennis Open (2012 - Nintendo 3DS) (jouable)
- Mario and Donkey Kong: Minis on the Move (2013 - Nintendo 3DS)
- Donkey Kong Country Returns 3D (2013 - Nintendo 3DS) (jouable)
- Mario Kart Arcade GP DX (2013 - Arcade) (jouable)
- Mario et Sonic aux Jeux olympiques d'hiver de Sotchi 2014 (2013 - Wii U) (jouable)
- Donkey Kong Country : Tropical Freeze (2014 - Wii U) (jouable)
- Mario Golf World Tour (2014 - Nintendo 3DS) (jouable)
- Mario Kart 8 (2014 - Wii U) (jouable)
- Super Smash Bros. for Nintendo 3DS / for Wii U (2014 - Nintendo 3DS / Wii U) (jouable)
- Mario vs. Donkey Kong: Tipping Stars (2015 - Nintendo 3DS & Wii U)
- Mario Party 10 (2015 - Wii U) (jouable)
- Super Mario Maker (2015 - Wii U) (caméo)
- Skylanders: SuperChargers (2015 - Wii U) (jouable)
- Mario Tennis: Ultra Smash (2015 - Wii U) (jouable)
- Mario & Sonic aux jeux olympiques de Rio 2016 (2016 - Wii U / Nintendo 3DS) (jouable)
- Mario Party: Star Rush (2016 - Nintendo 3DS) (jouable)
- Mario Sports Superstars (2017 - Nintendo 3DS) (jouable)
- Mario Kart 8 Deluxe (2017 - Nintendo Switch) (jouable)
- Hey! Pikmin (2017 - Nintendo 3DS) (caméo)
- Mario + The Lapins Crétins : Kingdom Battle (2017 - Nintendo Switch) (jouable)
- Mario Party: The Top 100 (2017 - Nintendo 3DS)
- Donkey Kong Country : Tropical Freeze (2018 - Nintendo Switch) (jouable)
- Mario Tennis Aces (2018 - Nintendo Switch) (jouable)
- Super Mario Party (2018 - Nintendo Switch) (jouable)
- Super Smash Bros. Ultimate (2018 - Nintendo Switch) (jouable)
- Dr. Mario World (2019 - IOS & Android)
- Mario Kart Tour (2019 - IOS / Android) (jouable);
- Mario & Sonic aux jeux olympiques de Tokyo 2020 (2019 - Nintendo Switch) (jouable)
- Mario Golf: Super Rush (2021 - Nintendo Switch) (jouable)
- Mario Party Superstars (2021 - Nintendo Switch) (jouable)
- Mario Strikers: Battle League (2022 - Nintendo Switch) (jouable)
- Mario vs. Donkey Kong (2024 - Nintendo Switch)
- Super Mario Party Jamboree (2024 - Nintendo Switch) (jouable)
- Donkey Kong Country Returns HD (2025 - Nintendo Switch) (jouable)
- Mario Kart World (2025 - Nintendo Switch 2) (jouable)
- Donkey Kong Bananza (2025 - Nintendo Switch 2) (jouable)

## Apparitions dans d'autres médias
De 1996 à 2001, Donkey Kong a eu sa propre émission sur la chaîne française France 2, La Planète de Donkey Kong en images de synthèse, mais n'avait que peu de rapport avec les jeux vidéo puisque le gorille ne faisait qu'annoncer les séries diffusées à cette époque, avec de temps en temps des petits sketchs humoristiques.
En 1997, sort le clip musical de Kongoléo reprise par Donkey Kong et Diddy Kong. (Production et édition Royal River, réalisation Pascal Tosi)
En 1996, le dessin animé Donkey Kong Country, créé à partir des personnages, est apparu sur l'antenne de France 2. Le singe doit veiller sur la Noix de coco en cristal, un trésor envié par le Roi K. Rool. 2 saisons et 48 épisodes sont produits par Nelvana, Medialab et Ellipse.
Il est présent dans le film d'animation Super Mario Bros. le film (2023) où il est doublé par Seth Rogen.